# Cedric Hubbell Whitman
Cedric Hubbell Whitman (* 1. Dezember 1916 in Providence, Rhode Island; † 5. Juni 1979 in Cambridge, Massachusetts) war ein US-amerikanischer Klassischer Philologe.

## Leben
Er erwarb 1943 den A.B. an der Harvard University und den Ph.D. 1947 (The Religious Humanism of Sophocles). Seit 1947 lehrte er in Harvard.
1961 wurde Whitman in die American Academy of Arts and Sciences gewählt.

## Schriften (Auswahl)
- Homer and the heroic tradition. Cambridge 1958, OCLC 900847669.
- Sophocles. A study of heroic humanism. Cambridge 1966, OCLC 34702262.
- Euripides and the full circle of myth. Cambridge 1974, ISBN 0-674-26920-9.
- Charles Segal als Herausgeber: The heroic Paradox. Essays on Homer, Sophocles and Aristophanes. Ithaca 1982, ISBN 0-8014-1453-9.